# Вэттынылькикэ
Вэттынылькикэ (устар. Меттналь-Кикя) — река в России, протекает по территории Красноселькупского района Ямало-Ненецкого автономного округа. Начинается в болоте Сяльчальняры. Устье реки находится в 202 км по левому берегу реки Большая Ширта на высоте 54 метра над уровнем моря. Длина реки составляет 29 км.
Основной приток — ручей Сточный, впадает справа.

## Данные водного реестра
По данным государственного водного реестра России относится к Нижнеобскому бассейновому округу, водохозяйственный участок реки — Таз. Речной бассейн реки — Таз.
Код объекта в государственном водном реестре — 15050000112115300064645.